# Słowino
Słowino (deutsch Schlawin) ist ein Dorf in der polnischen Woiwodschaft Westpommern. Es gehört zur Landgemeinde Darłowo (Rügenwalde) im Powiat Sławieński (Landkreis Schlawe).

## Geographische Lage
Der Ort liegt in Hinterpommern, etwa zehn Kilometer südöstlich der Stadt Rügenwalde (Darłowo) und zehn Kilometer westlich von Schlawe (Sławno), unweit der Ostseeküste. Der Dorfkern liegt etwa einen Kilometer von der Motze entfernt, einem Flüsschen, das im Süden in nordöstlicher Richtung vorbeifließt und das bei Schlawe in die Wipper (Wieprza) mündet.
Nordwestlich grenzen die landwirtschaftlichen Flächen des Dorfs an das 163,84 Hektar große Schlawiner Torfmoor, das ein Hochmoor sein soll. Es enthält bis zu zwei Meter mächtigen Moostorf, der früher vom Forstfiskus gestochen und in größeren Mengen verkauft wurde.
Nachbardörfer sind Stary Jarosław (Alt Järshagen) und Karwice (Karwitz).

Dorfeingang von Schlawin aus Richtung Rötzenhagen (1984)

## Landschaftsbild

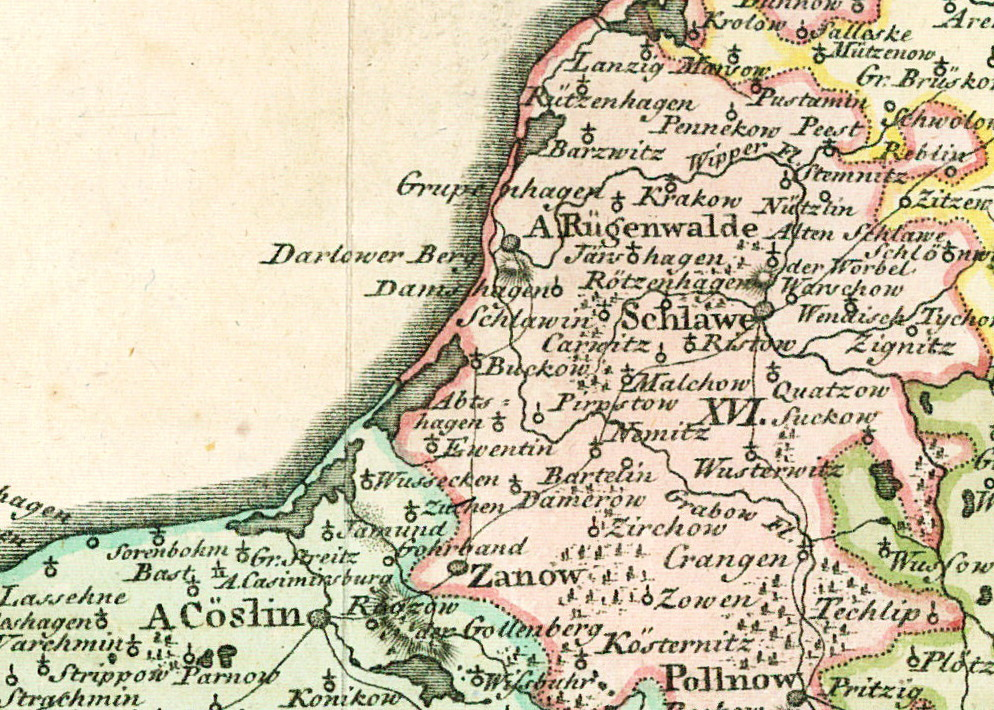
Kirchdorf Schlawin zwischen der Stadt Schlawe und der Ostsee auf einer Landkarte von 1794.

Schlawin (A. Schlawin, Abkürzung für Alt Schlawin) südöstlich der Ostseestadt Rügenwalde und westlich der Stadt Schlawe auf einer Landkarte von 1910.

Die Gemarkung Schlawin war auf einer in den Neu Krakower Forst hineinreichenden Rodungsfläche angelegt worden. Die Gemarkung ist im Südwesten, Westen und Norden vom Neu Krakower Forst eingeschlossen. Im Osten grenzen die Gemarkungen von Alt Järshagen und Rötzenhagen an, im Süden die Gemarkung von Karwitz. Die Wiesensenke der Motze, die im Neu Krakower Forst nordwestlich von Göritz entspringt und über Rötzenhagen nach Schlawe zur Wipper fließt, bildet die südliche Grenze zu Karwitz.
Die Gemarkung ist verhältnismäßig eben und liegt zwischen 30 m und 36 m über dem Meeresspiegel. Der Ortskern Schlawins ist in landwirtschaftliche Nutzungsflächen eingebettet. Nördlich des Dorfs, außerhalb der Dorfgrenzen, liegt das Schlawiner Moor, das zum Neu Krakower Forst gehört. In diesem weitgehend erhaltenen Hochmoorbiotop gab es bis zum Ende des Zweiten Weltkriegs noch Brutplätze von Kranichen. Das Moor wird durch den Mühlenbach in Richtung nach Altenhagen zur Grabow und durch den Moorgraben entwässert. Wald ist innerhalb der Gemeindegrenzen nicht mehr enthalten.
Das Grünland, das hauptsächlich im Motzetal liegt, macht etwa 10 % bis 15 % der Gemarkung aus. Der Boden der Gemarkung besteht aus einer Mischung aus Lehm und Sand. In den Senken gibt es anmoorige Partien. Reiner Sand kommt in der Gemarkung nicht vor.

## Geschichte
Schlawin war ursprünglich ein Abteidorf des Klosters Buckow und in Form eines Angerdorfs angelegt. Die Region war bereits während der Steinzeit besiedelt. Davon zeugt der Fund eines Steinbeils mit Schaftloch im Jahr 1887 auf einem Feld der Gemarkung.
Urkundlich nachgewiesen ist Schlawin erstmals am 1. Februar 1262 in einer Schenkungsurkunde, mit der Bischof Hermann von Cammin dem Kloster Buckow 40 Hufen in verschiedenen Dörfern abtritt, darunter Slouin, wie Schlawin damals genannt wurde. Am 6. Juli 1270 schenkt Wizlaw II. von Rügen dem Kloster das Dorf und bestätigt 1271 und 1275 dem Kloster seine bisherigen Schenkungen. In dieser Urkunde werden einige Dörfer, darunter auch Schlawin, nur als „Dorfstätten“ (loca villarum) bezeichnet, d. h. als verlassene oder aufgegebene Dörfer. Der letztgenannten urkundlichen Bestätigung schließt sich mit gleichem Wortlaut Mestwin II. von Pommerellen an. Am 8. April 1290 bittet Mestwin den Papst um eine Bestätigung der Güter des Klosters Buckow. In dieser Urkunde ist Schlawin wieder unter den Klosterdörfern genannt. Die Neuanlage des Dorfs dürfte deshalb in den Zeitraum 1275–1290 fallen.
Nach der Auflösung des Klosters Buckow infolge der Reformation wurde Schlawin zusammen mit den anderen Abteidörfern dem Rügenwalder Amt angegliedert. Im Zuge dieser Verwaltungsreform wurde die Gemarkung der herzoglichen Domäne Schlosshof zugeteilt.
In den Steuerlisten des Amts wurden um die Mitte des 17. Jahrhunderts folgende Einwohner Schlawins genannt:
- der Schulze Peter Schwarte (1648)
- die Bauern Heinrich, Hans (wüst), Herming, Hans Ba(h)re, Jacob Boldewan, Marten Bolte, Orban Boge, Marten Dölingk, Jochim Dubberke, Jacob und Thomas Möller, Marten Schwandeke, Peter Wetzel, Jochim Wichmann
- die Kossäten Marten Holtzfuß, Jürgen Kabbe, Jochim Radke und
- der Halbhüfner Karsten Völcker.

1732 steht der Schulze Lemke dem Dorf vor. 1784 hat das Kirchdorf
eine Pfarrei mit einem Prediger, einen Küster, ein Predigerwitwenhaus,
18 Bauern, darunter der „dienstfreye Schulze“,
drei Halbbauern,
fünf Landkossäten,
13 Büdner einschließlich des Dorfschmieds
und insgesamt 43 Haushaltungen. Schlawin war damit das größte Dorf der Gegend.
Am 24. Oktober 1808 brannte das Dorf mitsamt der Fachwerk-Kirche ab. Dabei sind zahlreiche historische Unterlagen der evangelischen Kirchengemeinde vernichtet worden, darunter auch die dort aufbewahrten Kirchenbücher.
 Im Zuge der Stein-Hardenbergsche Bodenreform am Anfang des 19. Jahrhunderts wurde von Schlawin der Ortsteil Neu Schlawin abgegrenzt. Bis 1900 wurde die Gemeinde nun Alt Schlawin genannt. Um das erste Quartal des 19. Jahrhunderts entstanden an der Peripherie der Gemarkung weitere Siedlungsplätze, darunter die 1 km nördlich des Ostendes des Dorfs liegende „Kolonie Schlawin“, die gegen Kriegsende aus 12 Gehöften bestand. Einige der Gehöfte lagen an der Mickenkaten, einem am Waldrand vorbeiführenden schwach befestigten Weg. Schlawin wurde zwischen 1912 und 1914 an das Elektrizitätsnetz angeschlossen.
Am 1. Dezember 1913 wurden auf der 1026,9 Hektar großen Gemarkungsfläche der Landgemeinde Schlawin 175 viehhaltende Haushaltungen gezählt, die zusammen 166 Pferde, 607 Stück Rindvieh, 45 Schafe und 1668 Stück Borstenvieh sowie 237 Gänse, 24 Enten, 2669 Hühner und 92 Bienenstöcke hielten.
Vor dem Ende des Zweiten Weltkriegs hatte Schlawin 862 Einwohner, von denen drei Personen katholischen Glaubens waren und die restlichen evangelisch. Die Zahl der Haushalte betrug 244. 107 Personen hatten in Handwerk und Industrie und 23 im Handel ihren Broterwerb, 35 Personen wurden als Beamte und Angestellte eingestuft, 230 als Arbeiter. Schlawin verfügte über ein eigenes Bürgermeisteramt und ein eigenes Standesamt. Im Ort gab es auch eine dreiklassige Grundschule mit drei Lehrkräften.
Die Gesamtgröße der Gemarkung betrug 1034,2 ha. Schlawin hatte 77 landwirtschaftliche Kleinbetriebe mit Nutzflächen bis 5 ha, 54 bis 10 ha, 19 bis 20 ha und 9 über 20 ha. Die Einnahmen der Landwirte kamen hauptsächlich aus dem Anbau von Feldfrüchten sowie aus der Schweinezucht und -mast, der Rindviehhaltung und der Milchwirtschaft. Einige Landwirte betrieben zusätzlich Pferdezucht (die Bauern Gohrbandt, Huth, Schmandke, Schmidt, Wendt und Wichmann). Schafe wurden nur für den Eigenbedarf gehalten. Schlawiner Landwirte pachteten auch Parzellen außerhalb der Gemeindegrenzen, so auch auf der zwischen Schlawin und Damshagen gelegenen Flur Kropshagen (sie gehörte zu dem Dorf Kropshagen, das heute nicht mehr existiert). Im Schlawiner Moor konnten Parzellen gepachtet werden, um Torf zu stechen.
Die gegen Ende des Zweiten Weltkriegs vorhandenen Bauernhäuser waren Fachwerkbauten, die ein Ziegeldach hatten. Jedes hatte einen eigenen Brunnen und gewöhnlich auch eine Räucherkammer. Im Wohnzimmer stand ein Kachelofen. Typisch für die ländliche Gegend sind Weißstorch-Nester auf Dächern und Türmen.
Soziale Aktivitäten entfaltete in Schlawin u. a. der Turn- und Sportverein Schlawin e. V., der Anfang der 1930er Jahre von Paul Hylla und Max Rossin gegründet worden war. Der Verein nutzte die Veranstaltungshalle eines Schlawiner Gasthofs als Turnhalle.
Anfang der 1930er Jahre hatte die Landgemeinde Schlawin eine Flächengröße von 10,3 km². Innerhalb der Gemeindegrenzen standen insgesamt 165 bewohnte Wohnhäuser an drei verschiedenen Wohnstätten:
1. Forsthaus Schlawin, Revierförsterei des Staatlichen Forstamtes Neu Krakow, 500 m südlich von Neu Schlawin
2. Neu Schlawin, eine vor 1800 auf einer Fläche des staatlichen Krakower Forstes gegründete Außensiedlung von 21 Gehöften in etwa 2 km Entfernung westlich vom Ortskern an der Verbindungsstraße zwischen Schlawin und Neu Krakow
3. Schlawin

Um 1935 gab es in Schlawin einen Gasthof, eine Bäckerei, eine Gärtnerei, eine Metzgerei, drei Gemischtwarenläden, ein Holzsägewerk, eine Molkerei, eine Mühle, zwei Schmieden, eine Stellmacherei, vier Tischlereien, drei Viehhandlungen und eine Wurstfabrik.
Vor 1945 gab es im Ort eine vor 1900 gegründete Filiale der Raiffeisenkasse mit einer Handlung (Herbert Tietz) für landwirtschaftliche Bedarfsartikel, Dünger und Kohlen sowie für die Vermarktung von Schweinen nach Tagespreisen in Berlin, Dresden und Wuppertal, eine Milchsammelstelle der Genossenschaftsmolkerei Schlawe (Johannes Färber, Franz Zenke), eine Windmühle (Inhaber-Familie: Gohrbandt), ein Sägewerk (Inhaber: Waldemar Wetzel), die ‚Pommersche Wurstfabrik‘ Powufa (Inhaber: Wilhelm Pieper) mit einer Belegschaft von etwa 15 Personen, eine Viehhandlung (Richard Grell, Max Scheel), eine Postannahmestelle, einen Händler für landwirtschaftliche Produkte, eine Gärtnerei (Albert Murch), ein Holzfuhrunternehmen (Franz Hackbarth), eine Pantoffelmacherei, in der die pommerschen Holzpantinen hergestellt wurden, zwei Gasthöfe (Christian Panten, Hugo Wendt) – einer davon mit einer geräumigen Veranstaltungshalle – fünf Einzelhandelsgeschäfte und die für eine agrarische Landgemeinde üblichen Handwerksbetriebe. Zu den ortsansässigen Dienstleistern gehörten u. a. ein Arzt, ein Zahnarzt, eine Hebamme (Elisabeth Lange, geb. Mondzech), ein Fleischbeschauer (Hugo Rossin) und zwei Räucherhaus-Betreiber (Heinrich Panten und Fritz Bewersdorf). In die Schlawiner Räucherhäuser brachten auch Bauern aus Nachbarorten wie Rötzenhagen ihre selbst hergestellten Fleisch- und Wursterzeugnisse zur Haltbarmachung. Das Postauto kam täglich zweimal, um versandfertige Wurstwaren abzuholen.
Im Jahr 1945 gehörte Schlawin zum Landkreis Schlawe i. Pom. im Regierungsbezirk Köslin der preußischen Provinz Pommern des Deutschen Reichs und war dem Amtsbezirk Neu Krakow zugeordnet. Das Standesamt befand sich in Schlawin.
Gegen Ende des Zweiten Weltkriegs wurde Schlawin im Frühjahr 1945 von der  Roten Armee besetzt. Anschließend wurde Schlawin zusammen mit ganz Hinterpommern von der Sowjetunion der Volksrepublik Polen zur Verwaltung überlassen. Auch in Schlawin begann nun die Vertreibung der einheimischen Bevölkerung durch die polnische Administration. Zuerst traf es die Bewohner der Kolonie und anderer Siedlungsplätze an der Peripherie der Gemarkung: sie wurden im September 1946 vertrieben. Die übrige Stammbevölkerung Schlawins wurde am 13. Juli 1947 vertrieben und zunächst in ein Sammellager in Schlawe gebracht.

### Demographie
| Jahr | Einwohner | Anmerkungen                                            |
| ---- | --------- | ------------------------------------------------------ |
| 1818 | 396       | Kirchdorf mit Mutterkirche, in königlichem Besitz      |
| 1852 | 826       | [ 15 ]                                                 |
| 1864 | 983       | am 3. Dezember, auf einer Gesamtfläche von 3825 Morgen |
| 1867 | 1.008     | [ 17 ]                                                 |
| 1871 | 989       | darunter 988 Evangelische und ein Jude                 |
| 1910 | 979       | am 1. Dezember, siehe Alt Schlawin                     |
| 1925 | 993       | darunter 979 Evangelische und drei Katholiken          |
| 1933 | 915       | [ 20 ]                                                 |
| 1939 | 862       | [ 20 ]                                                 |

## Kirche

### Dorfkirche

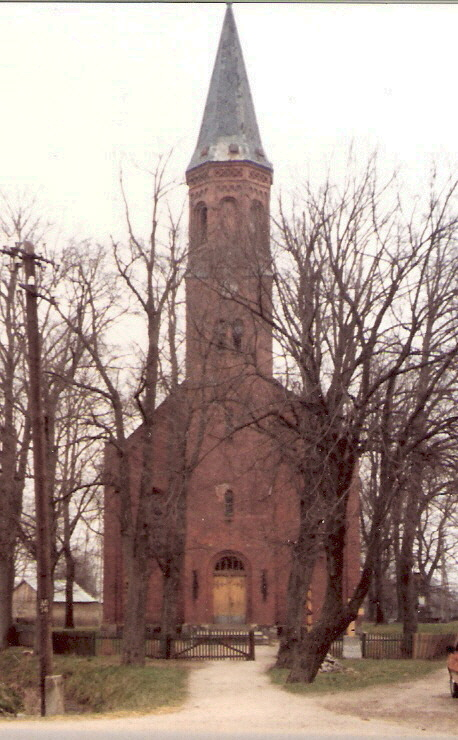
Dorfkirche, bis 1945 Gotteshaus der evangelischen Gemeinde Schlawin (Aufnahme 1984)

Orgel der Schlawiner Dorfkirche aus der Werkstatt von C. F. Voelkner (Aufnahme 2017)

Innenraum mit dem Altar (September 2008)

Nach dem vernichtenden Brand von 1808 wurde an der alten Stelle im Jahre 1816 eine neue Kirche aus Backsteinen mit einem 42 m hohen Spitzturm errichtet. Sie hat 450 Sitzplätze und einen kleinen Orgelchor.
Die Orgel der Schlawiner Dorfkirche stammt aus der Werkstatt des Orgelbauers Christian Friedrich Voelkner (1831–1905) in Dünnow in Hinterpommern. 
Im Kirchturm der neuen Kirche waren eine große und eine kleinere Glocke aufgehängt worden, die aus dem Inventar der 1805 stillgelegten Schlosskapelle in Rügenwalde stammten. 1886 fielen beide Glocken nach einem durch Blitzeinschlag verursachten Kirchturmbrand herab und zerbarsten; 1887 wurden sie von der Glockengießerei C. Voß & Sohn, Stettin, in der alten Form neu gegossen und mit der zusätzlichen Inschrift versehen: Gottes Blitz schlug mich darnieder, Gottes Gnad' erhob mich wieder – Müller, Pfarrer – Dähling, Dietrich, Frenz, Trende, Wetzel, Kirchenälteste – Murch, Küster – 29. Sept. 1886 durch Blitz zerstört – 1887 gegossen von C. Voß & Sohn in Stettin – No. 1083.
Die größere der beiden Glocken wurde im Ersten Weltkrieg  eingeschmolzen, die kleinere (Höhe: 80 cm, Durchmesser: 80 cm, Gewicht: 300 kg) wurde im Zweiten Weltkrieg demontiert, gelangte in das Glockenlager der Gießerei Gebr. Rincker in Sinn (Dillkreis) und wurde dort 1972 vom damaligen Vorsitzenden der Pommerschen Landsmannschaft Rendel sichergestellt; sie steht seit 1983 im Landratsamt in Schwelm.
Die Schlawiner Kirche erhielt um 1930 eine elektrische Fußbodenheizung.
Seit ihrem Bestehen war das Gotteshaus – wie 300 Jahre auch das Vorgängergebäude – eine evangelische Kirche. Nach 1945 wurde das Kirchengebäude zugunsten der Römisch-katholischen Kirche in Polen zwangsenteignet.

### Kirchspiel bis 1945
Vor 1945 war die Einwohnerschaft von Schlawin fast ausnahmslos evangelischer Konfession. Das Dorf war Sitz des Pfarramtes für das Kirchspiel Schlawin, zu dem die Kirchengemeinden Schlawin mit Neu Schlawin (Słowinko) und Damshagen (Domasławice) mit Rehbockshagen (Róźowo) und Voßhagen (Zagórzyn) gehörten. 1940 zählte das Kirchspiel 1535 Gemeindeglieder. Es gehörte zum Kirchenkreis Rügenwalde in der Kirchenprovinz Pommern der Kirche der Altpreußischen Union. Der Bestand an Kirchenbüchern reichte bis 1808 zurück.
Das katholische Kirchspiel war Schlawe i. Pom.
Pfarrer seit der Reformation bis 1945
- Thomas Adam, (1590)[23]
- Johannes Müller, 1599–?
- Petrus Hille, 1633–?
- Bartholomäus Hille (Sohn von 3.), 1658–1706
- Peter Christoph Klempin, 1706–1733
- Joachim Stüwe, 1733–1762
- Friedrich Höpfner, 1763–1797
- Friedrich Heinrich Adam, 1798–1845
- Friedrich Wilhelm Alexander Booß, 1847–1853
- August Ludolf Müller, 1855[24]-1896
- Paul Richard Stellmacher, 1898–1916
- Wilhelm Zühlsdorf, 1916–1939
- Hans Joachim Bonow, 1940–1945

### Kirchspiel seit 1946
Die hier seit 1945 und Vertreibung der Einheimischen lebende polnische Dorfbevölkerung ist überwiegend römisch-katholischer Konfession. Der polnische Klerus weihte die beschlagnahmte  Dorfkirche am 2. April 1947 neu und gab ihr den Namen Kościół Podwyższenia Krzyża Świętego („Kirche zur Erhöhung des Heiligen Kreuzes“, kurz: „Kreuzerhöhungskirche“).
Im Jahre 1980 errichtete die Römisch-katholische Kirche in Polen hier eine Pfarrei (Parafia), der die Filialkirche Boleszewo (Rötzenhagen) und Karwice (Karwitz) zugeordnet wurden. Sie zählt heute 1433 Gemeindeglieder und gehört zum Dekanat Darłowo im Bistum Köslin-Kolberg.
Heute hier lebende evangelische Kirchenglieder sind in das Kirchspiel Koszalin (Köslin) in der Diözese Pommern-Großpolen der Evangelisch-Augsburgischen Kirche in Polen eingepfarrt.

## Projektidee ‚Bewohntes Freilichtmuseum Schlawin‘
Wissenschaftliche Initiatoren sind seit einigen Jahren bemüht, ein Projekt ‚Bewohntes Freilichtmuseum Schlawin‘ ins Leben zu rufen. Ähnlich wie im Dorf Schwollow (Swołowo) 15 km westlich von Stolp, das mit europäischen Fördermitteln restauriert und kürzlich zum ‚Europäischen Kulturerbe‘ erklärt wurde, sollen auch die Fachwerkbauten Schlawins vor weiterem Zerfall bewahrt werden.

## Verkehr
Die nächste Bahnstation befindet sich in Karwice an der Bahnstrecke Stargard Szczeciński–Gdańsk.

## Kein Bezug zum sprichwörtlichen ‚Schlawiner‘
Der Ort Schlawin hat keinerlei Bezug zu der Bezeichnung Schlawiner für eine besonders pfiffige, auf eigene Vorteile bedachte Person.